# Да здравствует судья!
«Да здравствует судья!» (иер. трад. 九品芝麻官白麵包青天, упр. 九品芝麻官白面包青天, кант.-рус.: Кау пань чи ма кунь: Пак минь Пау Чхин Тхинь) — гонконгская комедия 1994 года, снятая режиссёром Вон Чином по собственному сценарию. Главные роли в фильме исполнили Стивен Чоу, Шарла Чён и Ын Мантат.

## Сюжет
Пау Лунсин (Стивен Чоу) — потомок одного из самых продажных судей в истории Китая, который купил себе должность мелкого чиновника и мечтающий разбогатеть на взяточничестве. Однако неожиданно для всех и самого себя он решает поменять своё отношение к правосудию, когда в убийстве обвиняют невиновную девушку (Шарла Чён).

## В ролях
- Стивен Чоу — Пау Лунсин, судья
- Ын Мантат — Пау Яувай
- Шарла Чён — Чхёнь Сиулинь, невинно обвинённая девушка
- Кристи Чун[англ.] — «Каменный особняк»
- Ада Чхой[англ.] — Ю Инь
- Юнь Кхинтань[англ.] — тётушка Сань
- Чхин Тун[кит.] — Лой Фук
- Элвис Чхёй[англ.] — Пантера Лёй, полицейский
- Нгай Син[англ.] — Сён Вай
- Лоуренс Ын[англ.] — Фон Тхонкэн
- Лён Винчун[англ.] — «Каменный разговор»